# ブルーハピネス
ブルーハピネスは、津軽海峡フェリーが運航するフェリー。

## 概要
びなすの代船として内海造船瀬戸田工場で建造され、2016年9月28日に進水した。
船名はコーポレートカラーの「ブルー」に幸せを意味する「ハピネス」を合わせ、利用客や津軽海峡エリアに幸せと笑顔を届ける思いをこめたものとなっている。

### 就航航路

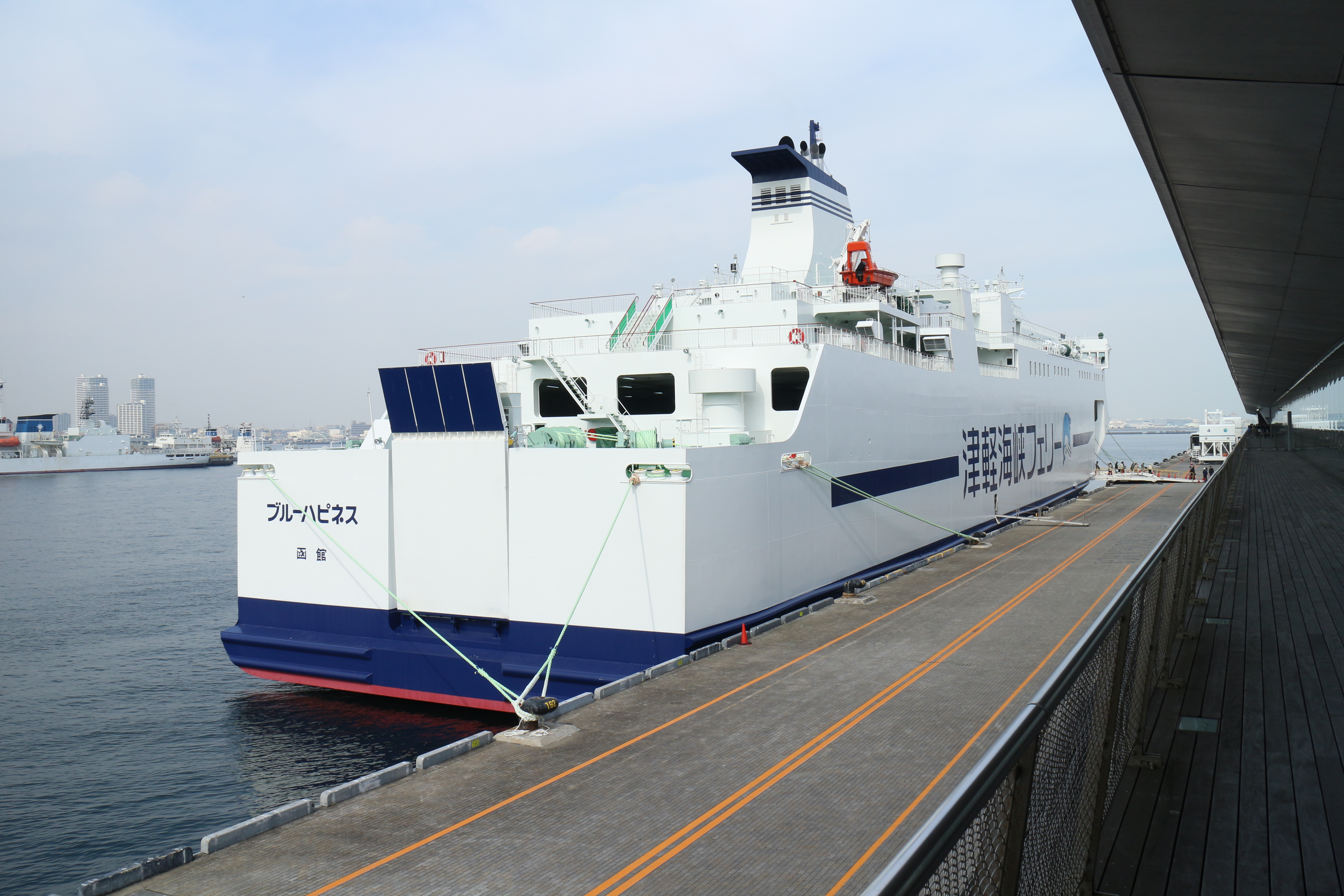
船尾方向から

津軽海峡フェリー
- 青森港 - 函館港（津軽海峡ロード）

本船就航後は4隻とも「カジュアルクルーズフェリー」となる（びなすが同船に代わり引退する）。

## 設計
先に建造されたブルーマーメイド・ブルードルフィン (2代)の同型船である。本船も同型船と同様にトイレ客室共にバリアフリーに対応している。
船内
- 4デッキ
  - スイート客室
  - コンフォート客室
  - 喫煙室
- 3デッキ
  - ビューシート
  - スタンダード客室
  - プライベートドッグルーム
  - レセプション
  - ショップ
  - オートショップ
  - ドッグルーム
  - 救急室
  - キッズルーム
  - 赤ちゃんルーム
  - シャワールーム
  - ゲームコーナー
  - ドライバーズルーム